# Погонь (футбольный клуб, Львов)
«По́гонь» Львов —украинский футбольный клуб из Львова.   
Четырёхкратный победитель чемпионата Польши (1922, 1923, 1925, 1926). Чемпион Польши по хоккею 1933 года 
Расформирован в 1939 году в Польше. Восстановлен в 2009 году в Украине и сейчас выступает в премьер лиге Львовской области
Основан в  1904 под названием КГС "Погонь" Львов. В 1907 был переименован в ЛКС "Погонь" Львов. С этого момента название не менялось даже после расформирования.

## История

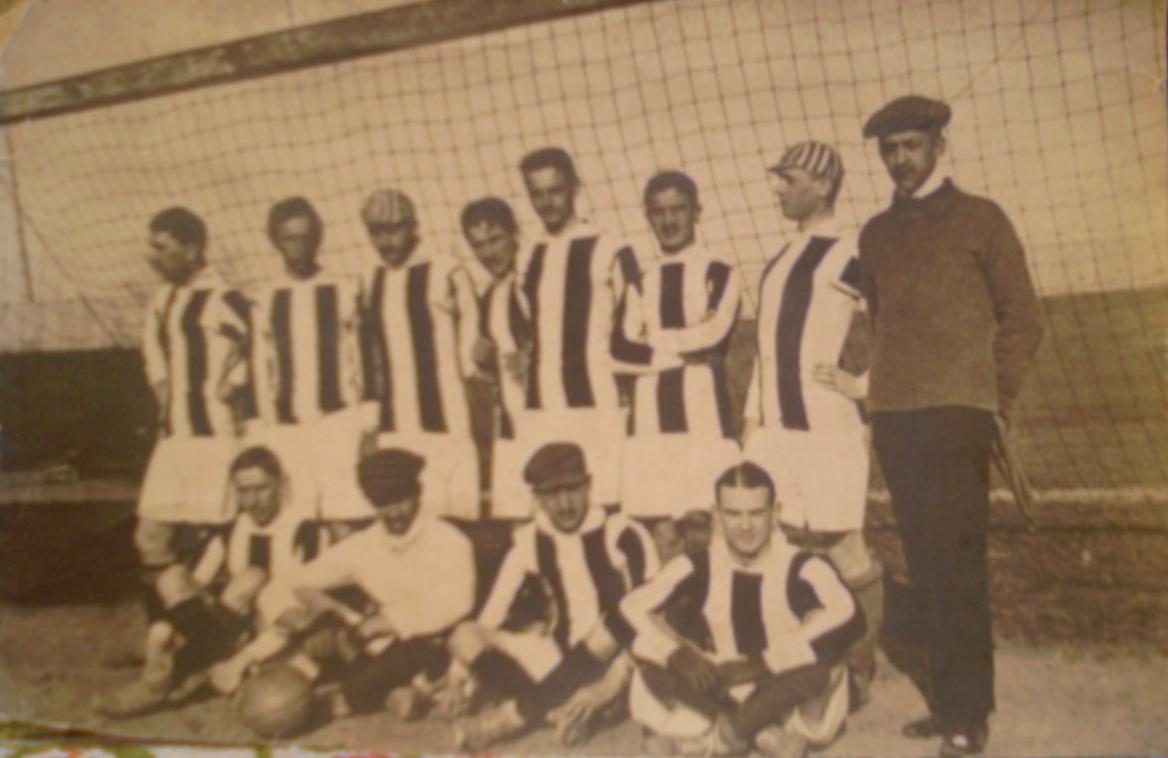
Клуб в 1910 году

История клуба начинается в 1904 году. Спортивный гимнастический клуб «Львов» на базе четвёртой средней школы был создан группой студентов, который был основан их учителем гимнаситики доктором Эугеньюшем Пясецким. Они провели несколько игр против других вузов.
В 1907 году название было изменено на «Погонь» , новое название было предложено Максимилианом Дидруком. Рост клуба ускорялся, вскоре он нашёл богатого спонсора Людвика Кухара, который владел несколькими кинотеатрами во Львове и Кракове. Вскоре «Погонь» сотрудничала с Польской ассоциацией футбола , также является одним из основателей польской футбольной лиги, которая началась весной 1927 году. Самая большая победа — 21:1 над «Реверой» в 1923 году.
Клуб являлся одним из сильнейших в Польше. Был расформирован из-за Второй мировой войны. Последний официальный домашний матч провели против АКС «Хожув». Последняя игра состоялась в Варшаве 20 августа 1939 в матче против «Полонии» (1:2).
После войны стало ясно, что Львов не будет принадлежать Польше, и польское население города было вынуждено покинуть город. Бывшие руководители и игроки клуба, желавшие продолжить спортивную деятельность, участвовали в создании других клубов. К командам-правопреемницам «Погони» относят одноимённый щецинский клуб, бытомскую «Полонию», опольскую «Одру», «Пяст» (Гливице). В стиле команд нашли отражение цвета формы и эмблема «Погони». Опольский клуб изначально назывался «Львовянка», однако это название не было одобрено коммунистическим руководством, и в конце 1940-х оно было изменено.

### Возрождение клуба

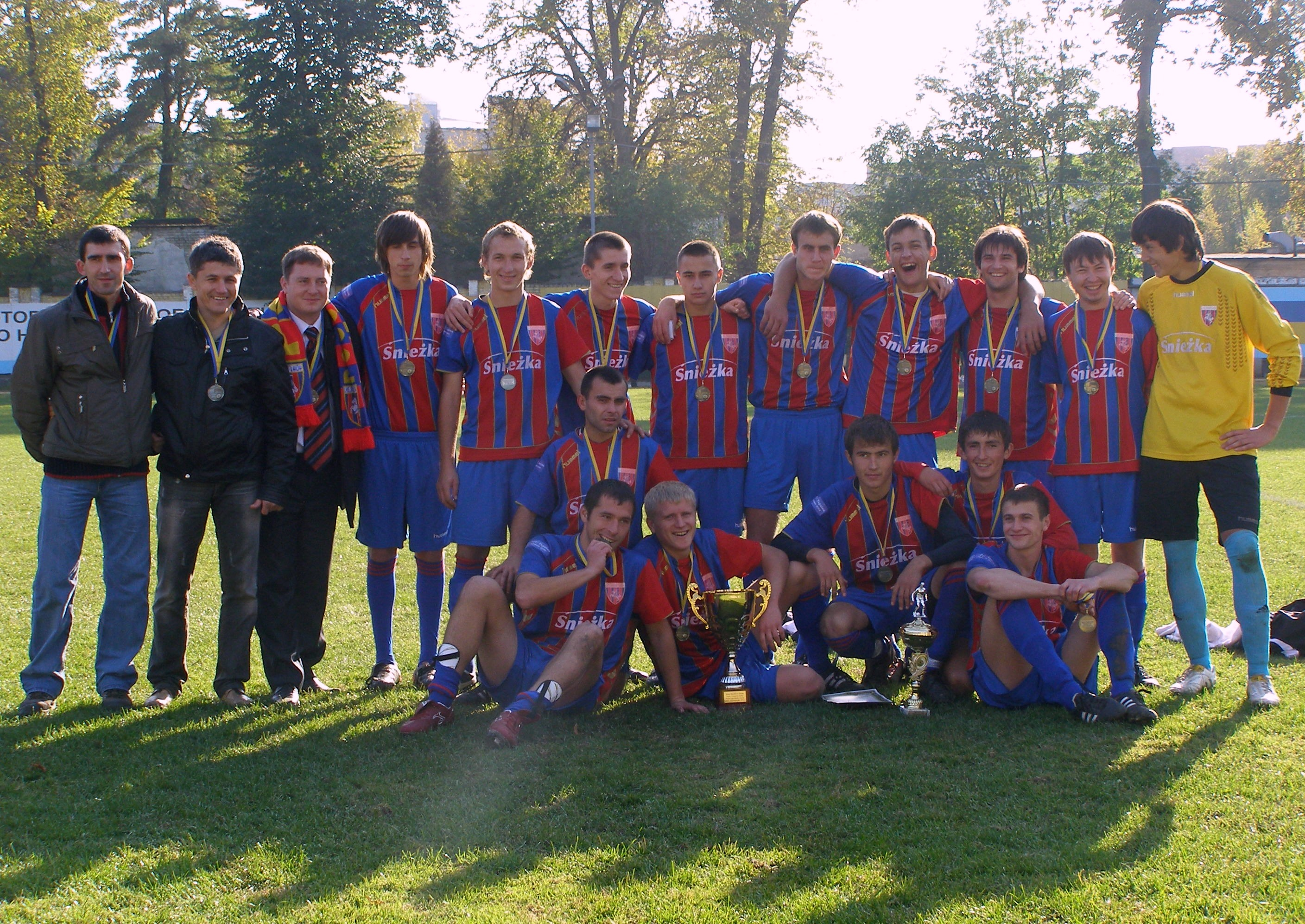
Клуб в 2010 году

В апреле 2009 года при участии фонда Semper Polonia клуб был возрождён. Инициатором выступила польская молодёжь Львова. Команду возглавил Владимир Мандзяк, работавший ранее с юношескими командами львовских «Карпат». Ныне «Погонь» — любительский клуб, в котором играют польские подростки, в большинстве своём ученики двух начальных школ Львова, где преподают польский язык. Команда тренируется на стадионе «Динамо». Люди, принимавшие участие в восстановлении клуба, планируют заново открыть и другие отделы организации. Инициатива была тепло воспринята в Польше. 29 апреля 2009 года игроки Погони были представлены делегации депутатов Сейма, политики обещали оказать помощь клубу.
10 октября 2009 года в 14:00 по местному времени состоялся первый послевоенный матч «Погони». Команда встречалась с другими представителями польского меньшинства на Украине — «Полонией» из Хмельницкого. Матч проходил на стадионе «Школяр», и завершился победой львовян со счётом 2:0. Автором обоих голов стал Павел Винярский, выпускник Львовского университета. Перед игрой оркестр исполнил гимны Польши, Украины и «Погони». Среди зрителей было несколько болельщиков в шарфах цветов клуба. Кроме того, за матчем наблюдали польские парламентарии и представители двух клубов Экстраклассы — варшавской и бытомской «Полонии». Экипировку хозяев проспонсировал Сейм.
Празднования, посвященные восстановлению клуба, начались со совершения католической мессы в львовском соборе. Позже участники мероприятия возложили цветы к могилам довоенных лидеров и спортсменов клуба "Погонь" на Мемориале львовских орлят.

## Стадион
Строительство стадиона Погони вблизи Львова, Килинского парка было начато по инициативе главного спонсора клуба Людвика Кухара и торжественно введено в эксплуатацию 1 мая 1913. Первый матч прошёл против «Краковии», и в этом матче в цветах Погони дебютировал Вацлав Кухар — последняя легенда клуба. 30 октября 1938 года официально дали ему имя маршала Польши Эдварда Смиглого-Рыдза (спортивный парк имени Маршала Польши Эдварда Смиглого-Рыдза).
- Адрес: ул. Килинскего 43, Львов

## Достижения
- Чемпион Польши: 1922, 1923, 1925, 1926.
- Вице-чемпион Польши: 1932, 1933, 1935.
- Чемпион Польши среди юниоров: 1937.
- Чемпион Львова 2010.
- Финалист Кубка Львова 2010.